# Liste des écluses sur le canal Kennet et Avon
Le canal Kennet et Avon est un canal situé dans le sud de l'Angleterre. Le nom peut faire référence au tracé de l’originelle compagnie du canal Kennet & Avon, qui reliait la Kennet à Newbury à la rivière Avon à Bath, ou à la voie de navigation entre la Tamise à Reading et Floating Harbour à Bristol, y compris les voies fluviales aménagées navigations fluviales de la rivière Kennet entre Reading et Newbury et la rivière Avon, entre Bath et Bristol.
La rivière Kennet a été rendue navigable jusqu’à Newbury en 1723, et la rivière Avon jusqu’à Bath en 1727. Le canal Kennet et Avon entre Newbury et Bath a été construit entre 1794 et 1810 par John Rennie, pour faire naviguer des péniches de commerce transportant de multiples variétés de cargaisons. Il mesure 92 km (57 miles) de long. Les deux voies navigations fluviales et le canal font au total 140 km (87 miles) de longueur. La section de Bristol à Bath suit le cours de la rivière Avon qui coule dans une vallée large et qui a été rendue navigable par une série d'écluses et déversoirs.
Il y a un total de 105 écluses sur le canal Kennet et Avon de Bristol à la Tamise, dont 6 sur la partie navigable de la rivière Avon de Bristol à Bath et 9 sur la partie navigable de la rivière Kennet jusqu'à son confluent avec la Tamise près de Reading. Les 90 autres écluses se trouvent le long des 92 km (57 miles) du canal.
À Bath, le canal se sépare de la rivière, mais suit sa vallée jusqu’à Bradford on Avon. Les écluses de Bath conduisent à un tronçon passant par la vallée de Limpley Stoke avec quelques écluses. L'ensemble d’écluse à Devizes, y compris les écluses de Caen Hill, amène le canal à son tronçon le plus long, qui s’élève grâce aux 4 écluses de Wooton Rivers jusqu’au bief le plus haut qui comprend le tunnel Bruce. Des stations de pompage sont utilisés pour alimenter le canal en eau. Le canal poursuit sa course au travers des paysages ruraux du Wiltshire et du Berkshire, avant de rejoindre la rivière Kennet à Newbury et de devenir un fleuve navigable à Reading, où il se jette dans la Tamise.
À la fin du XIXe siècle et au début du XXe siècle, le canal est tombé en désuétude car il était en compétition avec le chemin de fer Great Western Railway, qui était propriétaire du canal. Entre 1970 et 1990, le canal a été restauré, en grande partie par des bénévoles, et est aujourd'hui une destination populaire pour le tourisme de mémoire, pour la navigation de plaisance, le canotage, la pêche, la marche et le cyclisme. Il est également important pour la conservation de la faune sauvage.

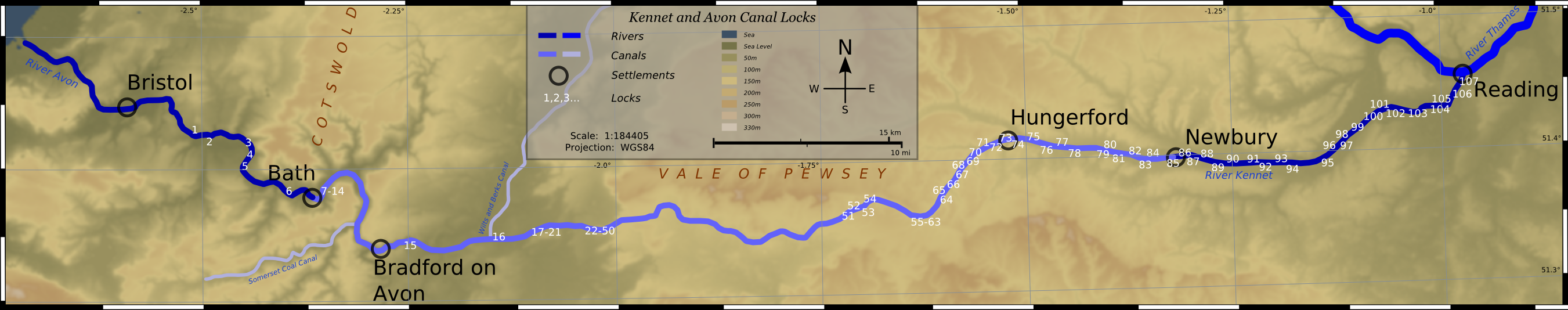
Écluses sur le canal Kennet et Avon

## Écluses

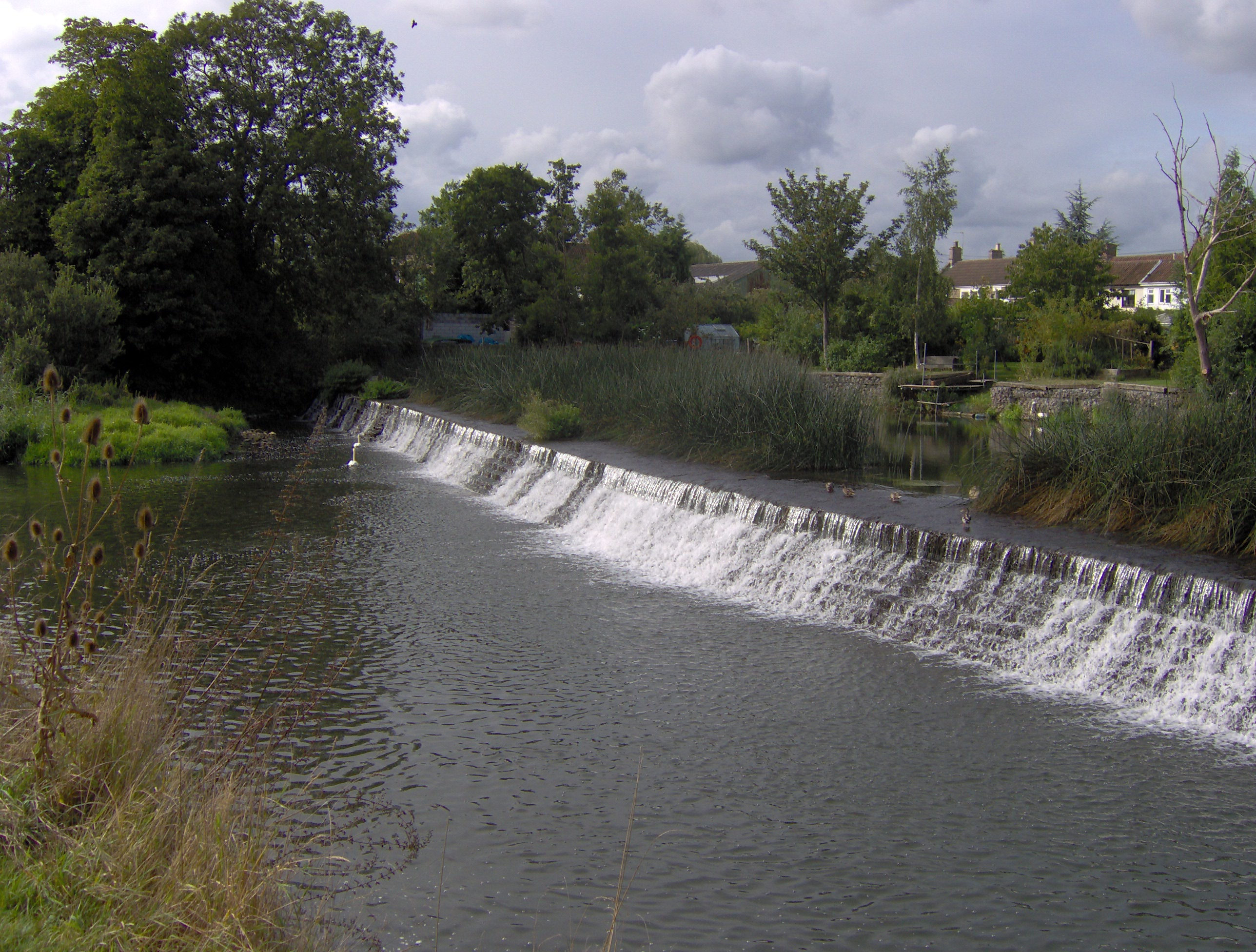
Seuil à l'écluse de Swineford.

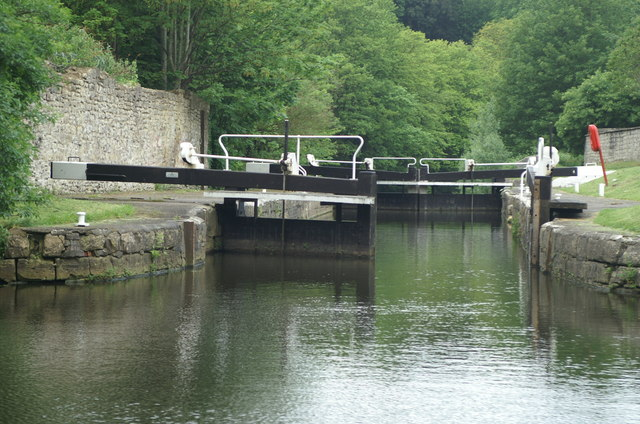
Écluse de Weston, à Bath.

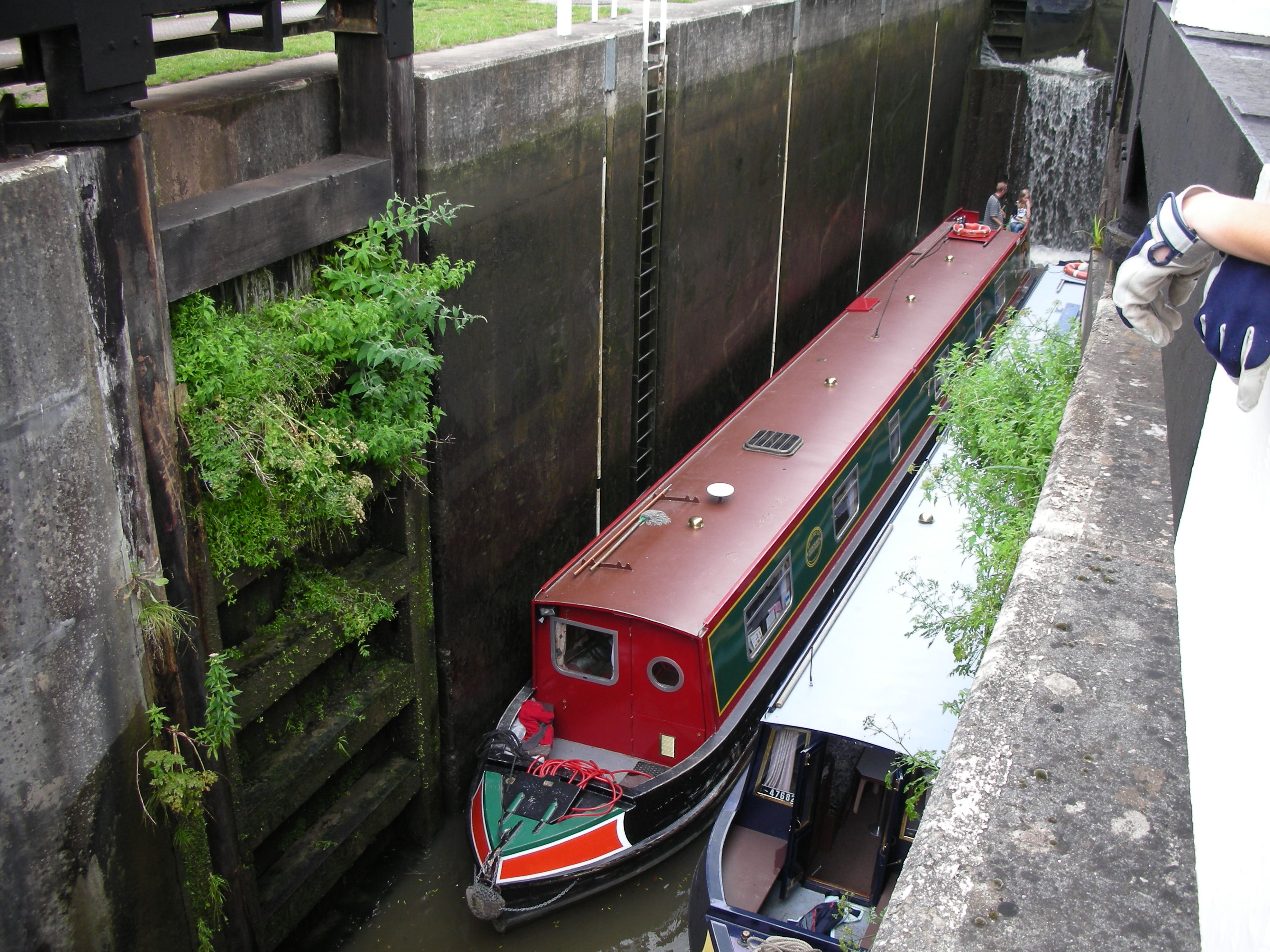
Bath Deep Lock.

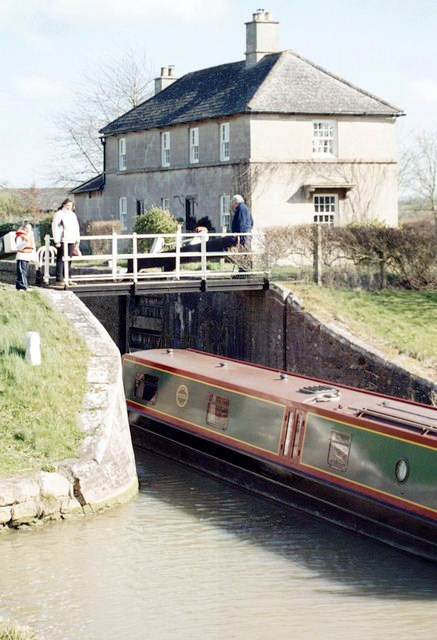
Maison du gardien de l'écluse à l'écluse de Semington.

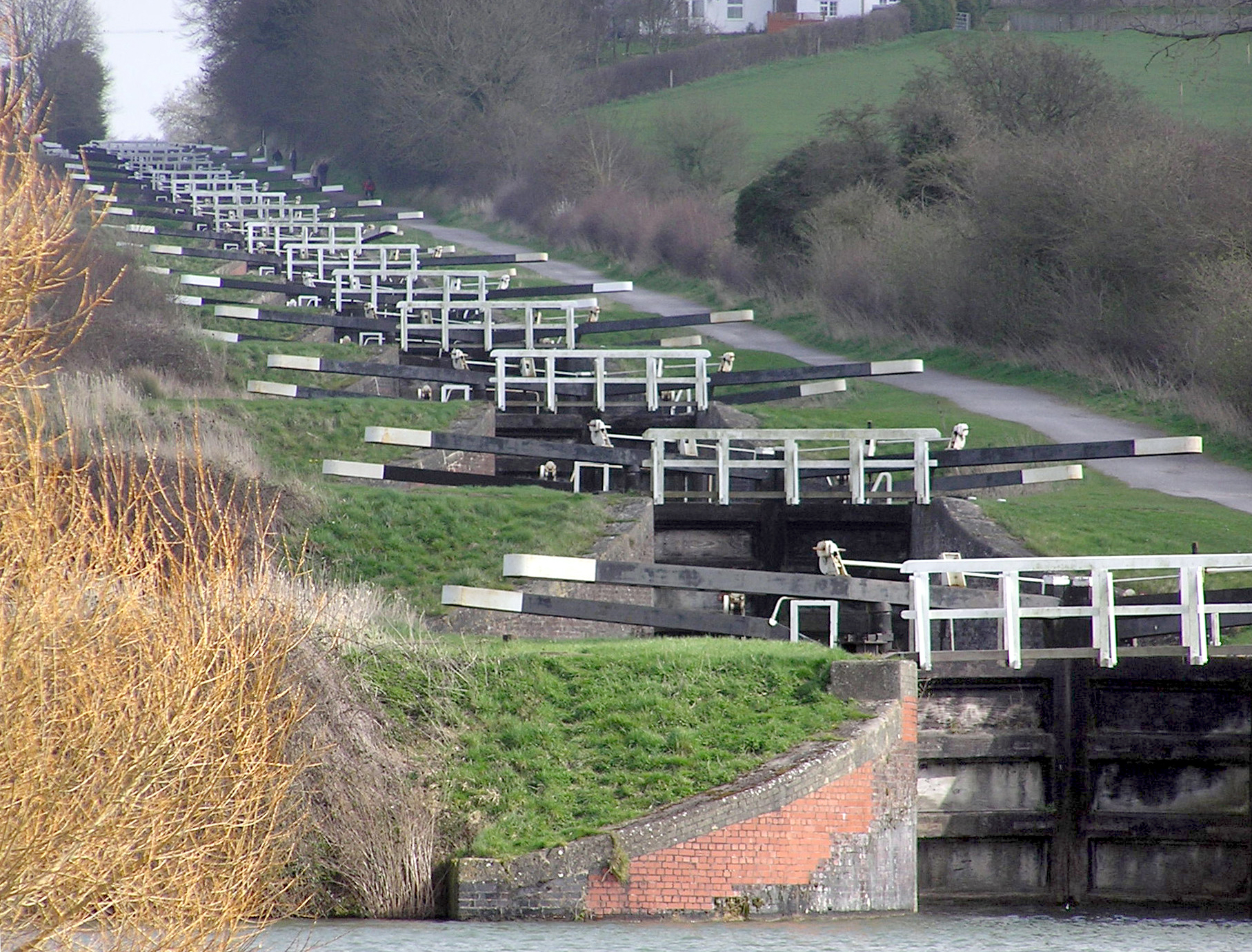
Cette série de 16 écluses à Caen Hill font partie des écluses 22 à 50

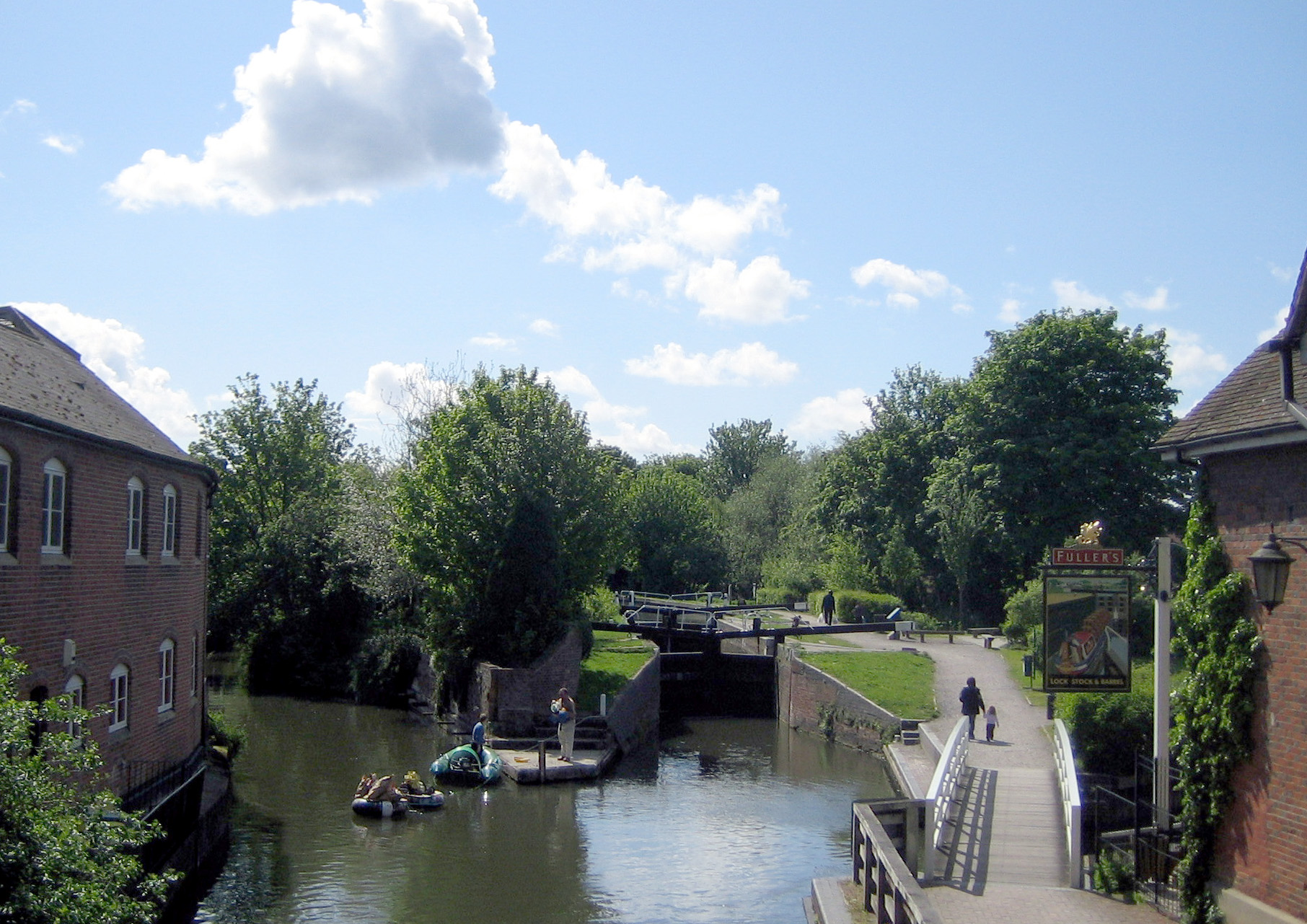
Écluse de Newbury.

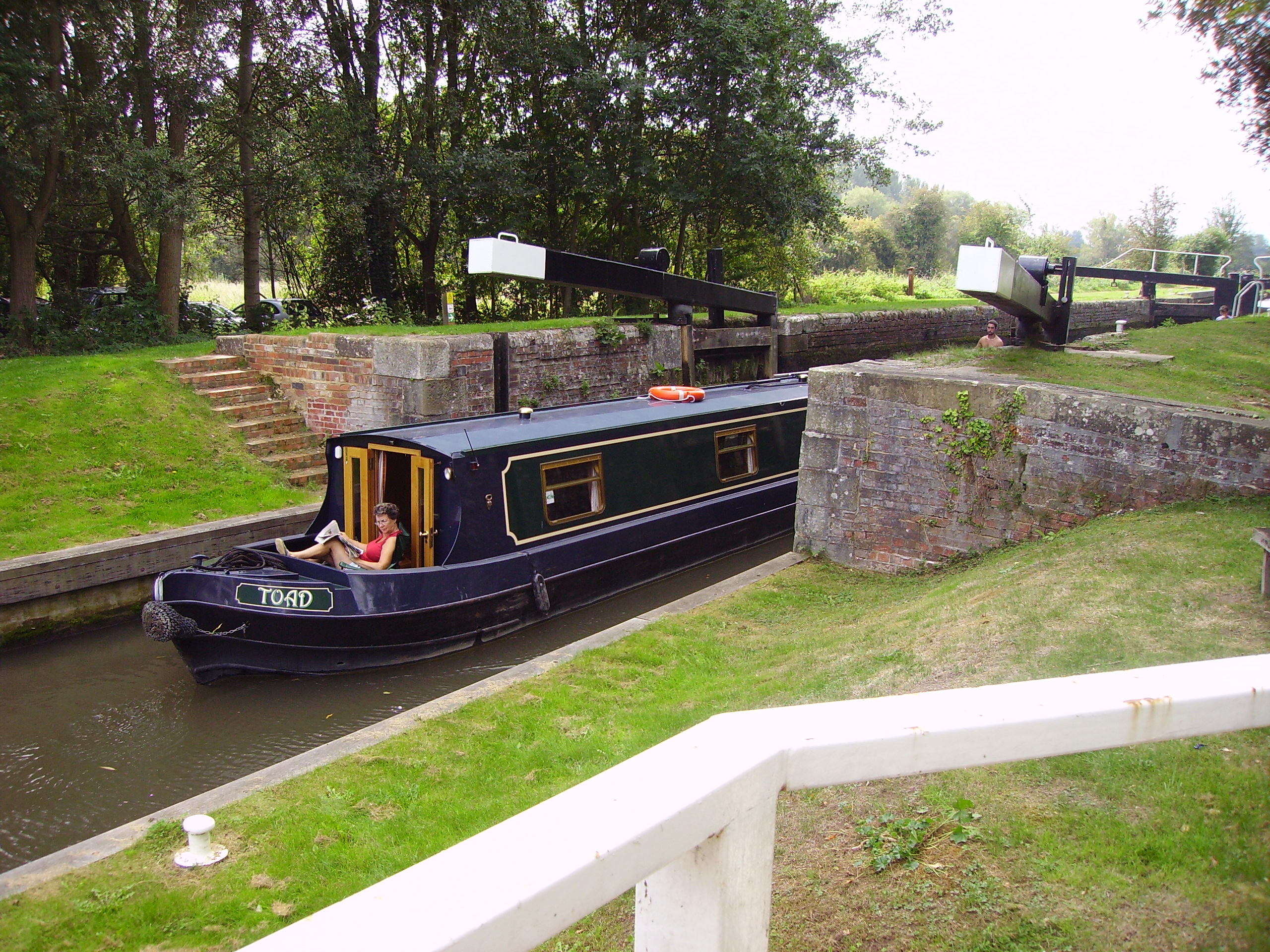
Écluse de Tyle Mill, Sulhamstead.

Le tableau suivant liste les écluses de la rivière Avon à Bristol à la Tamise. Il comprend une écluse qui a été supprimé (la no 98, écluse d'Ufton)  et deux qui ont été combinés pour former une seule écluse profonde (8 et 9, maintenant écluse Lock Bath Deep),. Si vous voyagez à partir de Bristol jusqu’à Reading, les écluses 1 à 54 sont en montée, et les écluses 55 à 107 sont toutes en descente.
| Numéro d'écluse[D] | Nom de l'écluse                           | Localisation[C]             | Monument classé[F] | Différence de niveau | Différence de niveau |
| ------------------ | ----------------------------------------- | --------------------------- | ------------------ | -------------------- | -------------------- |
| Numéro d'écluse[D] | Nom de l'écluse                           | Localisation[C]             | Monument classé[F] | imperial             | mètres               |
| 1                  | Écluse de Hanham[A]                       | 51° 25′ 42″ N, 2° 30′ 35″ O | II                 |                      |                      |
| 2                  | Écluse de Keynsham[A]                     | 51° 25′ 10″ N, 2° 29′ 33″ O |                    | 6ft 10in             | 2,1                  |
| 3                  | Écluse de Swineford[A]                    | 51° 25′ 07″ N, 2° 26′ 42″ O |                    | 4ft 4in              | 1,3                  |
| 4                  | Écluse de Saltford[A]                     | 51° 24′ 35″ N, 2° 26′ 37″ O |                    | 3ft 10in             | 1,2                  |
| 5                  | Écluse de Kelston[A]                      | 51° 24′ 03″ N, 2° 26′ 57″ O |                    | 3ft 1in              | 0,9                  |
| 6                  | Écluse de Weston[A]                       | 51° 22′ 55″ N, 2° 23′ 45″ O |                    | 9 ft 3in             | 2,8                  |
| 7                  | Écluse de Bath Bottom                     | 51° 22′ 40″ N, 2° 21′ 04″ O | II                 | 9 ft 3in             | 2,8                  |
| 8/9                | Écluse de Bath Deep                       | 51° 22′ 40″ N, 2° 21′ 04″ O | II                 | 19 ft 5in            | 5,9                  |
| 10                 | Écluse de Wash House                      | 51° 22′ 40″ N, 2° 21′ 04″ O | II                 | 8 ft 6in             | 2,6                  |
| 11                 | Écluse d'Abbey View                       | 51° 22′ 40″ N, 2° 21′ 04″ O | II                 | 9 ft 0in             | 2,7                  |
| 12                 | Écluse de Pultney                         | 51° 22′ 40″ N, 2° 21′ 04″ O | II                 | 9 ft 5in             | 2,9                  |
| 13                 | Écluse de Bath Top                        | 51° 22′ 40″ N, 2° 21′ 04″ O | II                 | 9 ft 0in             | 2,7                  |
| 14                 | Écluse de Bradford                        | 51° 20′ 28″ N, 2° 15′ 07″ O |                    | 10 ft 3in            | 3,1                  |
| 15                 | Écluse de Buckley                         | 51° 20′ 51″ N, 2° 08′ 39″ O |                    | 8 ft 0in             | 2,4                  |
| 16                 | Écluse de Barrett                         | 51° 20′ 51″ N, 2° 08′ 39″ O |                    | 7 ft 10in            | 2,4                  |
| 17–21              | Écluses de Seend                          | 51° 21′ 04″ N, 2° 05′ 49″ O |                    | 38 ft 4ins           | 11,7                 |
| 22–50              | Écluses de Caen Hill                      | 51° 21′ 08″ N, 2° 01′ 56″ O | II                 | 237 ft               | 72,2                 |
| 51                 | Écluse de Wootton Rivers                  | 51° 21′ 55″ N, 1° 42′ 59″ O | II                 | 8 ft 0ins            | 2,4                  |
| 52                 | Écluse de Heathy Close                    | 51° 22′ 01″ N, 1° 42′ 43″ O |                    | 8 ft 1in             | 2,5                  |
| 53                 | Écluse de Brimslade                       | 51° 22′ 11″ N, 1° 42′ 02″ O | II                 | 8 ft 0in             | 2,4                  |
| 54                 | Écluse amont de Wootton                   | 51° 22′ 11″ N, 1° 41′ 46″ O |                    | 8 ft 0in             | 2,4                  |
|                    | Bief le plus élevé du canal               |                             |                    |                      |                      |
| 55–63              | Écluses de Crofton                        | 51° 21′ 32″ N, 1° 38′ 09″ O | II,                | 61 ft 0in            | 18,6                 |
| 64                 | Écluse de Bedwyn Church                   | 51° 22′ 33″ N, 1° 36′ 05″ O | II                 | 7 ft 11ins           | 2,4                  |
| 65                 | Écluse de Burnt Mill                      | 51° 22′ 58″ N, 1° 35′ 38″ O |                    | 7 ft 9ins            | 2,4                  |
| 66                 | Écluse de Potter                          | 51° 23′ 15″ N, 1° 35′ 12″ O |                    | 7 ft 6ins            | 2,3                  |
| 67                 | Écluse de Little Bedwyn                   | 51° 23′ 31″ N, 1° 35′ 02″ O |                    | 6 ft 7ins            | 2,0                  |
| 68                 | Écluse d'Oakhill Down                     | 51° 24′ 09″ N, 1° 34′ 15″ O | II                 | 5 ft 11in            | 1,8                  |
| 69                 | Écluse de Froxfield Middle                | 51° 24′ 19″ N, 1° 34′ 05″ O |                    | 6 ft 11in            | 2,1                  |
| 70                 | Écluse de Froxfield Bottom                | 51° 24′ 25″ N, 1° 33′ 54″ O |                    | 7 ft 0in             | 2,1                  |
| 71                 | Écluse de Picketfield                     | 51° 24′ 38″ N, 1° 32′ 52″ O |                    | 7 ft 0in             | 2,1                  |
| 72                 | Écluse de Cobbler                         | 51° 24′ 51″ N, 1° 32′ 21″ O |                    | 8 ft 3in             | 2,5                  |
| 73                 | Écluse de Hungerford Marsh                | 51° 24′ 54″ N, 1° 31′ 55″ O |                    | 8 ft 1in             | 2,5                  |
| 74                 | Écluse d'Hungerford                       | 51° 25′ 00″ N, 1° 31′ 03″ O |                    | 8 ft 0in             | 2,4                  |
| 75                 | Écluse de Dun Mill                        | 51° 24′ 47″ N, 1° 29′ 40″ O | II                 | 5 ft 8in             | 1,7                  |
| 76                 | Écluse de Wire                            | 51° 24′ 40″ N, 1° 28′ 43″ O | II                 | 6 ft 10in            | 2,1                  |
| 77                 | Écluse de Brunsden                        | 51° 24′ 24″ N, 1° 27′ 57″ O | II                 | 4 ft 11in            | 1,5                  |
| 78                 | Écluse de Kintbury                        | 51° 24′ 07″ N, 1° 26′ 45″ O |                    | 5 ft 9in             | 1,7                  |
| 79                 | Écluse de Dreweatt                        | 51° 24′ 13″ N, 1° 24′ 35″ O | II                 | 5 ft 9in             | 1,7                  |
| 80                 | Écluse de Copse                           | 51° 24′ 03″ N, 1° 24′ 10″ O |                    | 6 ft 0in             | 1,8                  |
| 81                 | Écluse d'Hamstead                         | 51° 24′ 06″ N, 1° 23′ 28″ O | II                 | 6 ft 5in             | 2,0                  |
| 82                 | Écluse de Benham                          | 51° 23′ 47″ N, 1° 22′ 16″ O |                    | 6 ft 3in             | 1,9                  |
| 83                 | Écluse de Higg                            | 51° 23′ 53″ N, 1° 21′ 29″ O |                    | 5 ft 10in            | 1,8                  |
| 84                 | Écluse de Guyer                           | 51° 23′ 59″ N, 1° 20′ 58″ O | II                 | 7 ft 0in             | 2,1                  |
| 85                 | Écluse de Newbury                         | 51° 24′ 05″ N, 1° 19′ 30″ O | II                 | 3 ft 6in             | 1,1                  |
| 86                 | Écluse de Greenham                        | 51° 24′ 11″ N, 1° 18′ 38″ O |                    | 8 ft 11in            | 2,7                  |
| 87                 | Écluse de Ham                             | 51° 24′ 08″ N, 1° 18′ 02″ O |                    | 4 ft 2in             | 1,3                  |
| 88                 | Écluse de Bull                            | 51° 23′ 51″ N, 1° 17′ 00″ O |                    | 5 ft 9in             | 1,8                  |
| 89                 | Écluse de Widmead                         | 51° 23′ 38″ N, 1° 16′ 14″ O |                    | 3 ft 7in             | 1,1                  |
| 90                 | Écluse de Monkey Marsh                    | 51° 23′ 34″ N, 1° 15′ 02″ O |                    | 8 ft 8in             | 2,6                  |
| 91                 | Écluse de Colthrop                        | 51° 23′ 37″ N, 1° 13′ 39″ O |                    | 7 ft 7in             | 2,3                  |
| 92                 | Écluse de Midgham                         | 51° 23′ 34″ N, 1° 12′ 47″ O |                    | 7 ft 7in             | 2,3                  |
| 93                 | Écluse de Heale                           | 51° 23′ 36″ N, 1° 11′ 35″ O |                    | 8 ft 11in            | 2,7                  |
| 94                 | Écluse de Woolhampton                     | 51° 23′ 42″ N, 1° 10′ 48″ O |                    | 8 ft 11in            | 2,7                  |
| 95                 | Écluse d'Aldermaston                      | 51° 24′ 01″ N, 1° 08′ 12″ O | II                 | 8 ft 11in            | 2,7                  |
| 96                 | Écluse de Padworth                        | 51° 24′ 04″ N, 1° 07′ 46″ O |                    | 5 ft 1in             | 1,6                  |
| 97                 | Écluse de Towney                          | 51° 24′ 30″ N, 1° 07′ 25″ O |                    | 9 ft 8in             | 3,0                  |
| 98                 | Site de l'écluse d'Ufton (sans écluse)[G] | 51° 24′ 49″ N, 1° 06′ 49″ O |                    |                      |                      |
| 99                 | Écluse de Tyle Mill[B]                    | 51° 25′ 04″ N, 1° 06′ 02″ O |                    | 6 ft 4in             | 1,9                  |
| 100                | Écluse de Sulhamstead[B]                  | 51° 25′ 27″ N, 1° 05′ 04″ O |                    | 4 ft 1in             | 1,2                  |
| 101                | Écluse de Sheffield[B]                    | 51° 25′ 52″ N, 1° 04′ 07″ O | II*[E]             | 2 ft 2in             | 0,6                  |
| 102                | Écluse de Garston[B]                      | 51° 25′ 55″ N, 1° 03′ 30″ O | II*                | 7 ft 7in             | 2,3                  |
| 103                | Écluse de Burghfield[B]                   | 51° 26′ 01″ N, 1° 01′ 52″ O |                    | 7 ft 0in             | 2,1                  |
| 104                | Écluse de Southcote[B]                    | 51° 26′ 10″ N, 1° 00′ 13″ O |                    | 5 ft 3in             | 1,7                  |
| 105                | Écluse de Fobney[B]                       | 51° 26′ 03″ N, 0° 59′ 11″ O |                    | 7 ft 8 in            | 2,2                  |
| 106                | Écluse de County[B]                       | 51° 27′ 04″ N, 0° 58′ 29″ O |                    | 1 ft 2in             | 0,3                  |
| 107                | Écluse de Blake[B]                        | 51° 27′ 23″ N, 0° 57′ 16″ O |                    | 3 ft 6in             | 1,1                  |